# Bulbophyllum corythium
Bulbophyllum corythium är en orkidéart som beskrevs av Nicolas Hallé. Bulbophyllum corythium ingår i släktet Bulbophyllum och familjen orkidéer.
Artens utbredningsområde är Nya Kaledonien. Inga underarter finns listade i Catalogue of Life.